# Онохово
Оно́хово (рос. Онохово) — село у складі Балейського району Забайкальського краю, Росія. Входить до складу Подойніцинського сільського поселення.

## Населення
Населення — 139 осіб (2010; 177 у 2002).
Національний склад (станом на 2002 рік):
- росіяни — 100 %